# Masters de Miami 2016
El miami open presented by Itaú 2016 fue un torneo de tenis ATP World Tour Masters 1000 en su rama masculina y WTA Premier Mandatory en la femenina. Se disputó en Miami (Estados Unidos), en las canchas duras del complejo Tennis Center at Crandon Park, entre el 21 de marzo y el 3 de abril de ese año.
Junto al Masters de Indian Wells, el Masters de Miami cierra la primera etapa de la temporada de cemento, previa a los torneos de tierra batida y a Roland Garros.

## Puntos y premios en efectivo

### Distribución de puntos
| Evento                  | G    | F   | SF  | CF  | Ronda de 16 | Ronda de 32 | Ronda de 64 | Ronda de 128 | Q  | Q2 | Q1 |
| Individuales masculinos | 1000 | 600 | 360 | 180 | 90          | 45          | 25          | 10           | 16 | 8  | 0  |
| Dobles masculinos       | 1000 | 600 | 360 | 180 | 90          | 45          | 0           | —            | —  | —  | —  |
| Individuales femeninos  | 1000 | 650 | 390 | 215 | 120         | 65          | 35          | 10           | 30 | 20 | 2  |
| Dobles femeninos        | 1000 | 650 | 390 | 215 | 120         | 65          | 5           | —            | —  | —  | —  |

## Cabezas de serie

### Individuales masculinos
| Sembrado | Ranking | Jugador                | Puntos | Puntos por defender | Puntos ganados | Nuevos puntos | Ronda hasta la que avanzó en el torneo                |
| 1        | 1       | Novak Djokovic         | 16540  | 1000                | 1000           | 16540         | Final, venció a Kei Nishikori [6]                     |
| 2        | 2       | Andy Murray            | 8370   | 600                 | 45             | 7815          | Tercera ronda, perdió ante Grigor Dimitrov [26]       |
| 3        | 3       | Roger Federer          | 7695   | 0                   | 0              | 7695          | Se retiró del torneo                                  |
| 4        | 4       | Stan Wawrinka          | 6405   | 45                  | 10             | 6370          | Segunda ronda, perdió ante Andréi Kuznetsov           |
| 5        | 5       | Rafael Nadal           | 4990   | 45                  | 10             | 4955          | Segunda ronda, retiro ante Damir Džumhur              |
| 6        | 6       | Kei Nishikori          | 4070   | 180                 | 600            | 4490          | Final, perdió ante Novak Djokovic [1]                 |
| 7        | 7       | Tomáš Berdych          | 3810   | 360                 | 180            | 3675          | Cuartos de final, perdió ante Novak Djoković [1]      |
| 8        | 8       | David Ferrer           | 3505   | 180                 | 45             | 3370          | Tercera ronda, perdió ante Lucas Pouille              |
| 9        | 9       | Jo-Wilfried Tsonga     | 3130   | 45                  | 45             | 3130          | Tercera ronda, perdió ante Roberto Bautista Agut [17] |
| 10       | 10      | Richard Gasquet        | 2795   | (45)                | 90             | 2840          | Cuarta ronda, perdió ante Tomáš Berdych [7]           |
| 11       | 11      | Marin Čilić            | 2725   | 0                   | 45             | 2770          | Tercera ronda, perdió ante Gilles Simon [18]          |
| 12       | 12      | Milos Raonic           | 2650   | 90                  | 180            | 2740          | Cuartos de final, perdió ante Nick Kyrgios [24]       |
| 13       | 13      | John Isner             | 2510   | 360                 | 10             | 2260          | Segunda ronda, perdió ante Tim Smyczek [Q]            |
| 14       | 14      | Dominic Thiem          | 2650   | 180                 | 90             | 2540          | Cuarta ronda, perdió ante Novak Djokovic [1]          |
| 15       | 15      | David Goffin           | 2290   | 90                  | 360            | 2560          | Semifinal, perdió ante Novak Djokovic [1]             |
| 16       | 16      | Gaël Monfils           | 2130   | 90                  | 180            | 2220          | Cuartos de final, perdió ante Kei Nishikori [6]       |
| 17       | 18      | Roberto Bautista Agut  | 1935   | 10                  | 90             | 2015          | Cuarta ronda, perdió ante Kei Nishikori [6]           |
| 18       | 19      | Gilles Simon           | 1810   | 90                  | 180            | 1900          | Cuartos de final, perdió ante David Goffin [15]       |
| 19       | 21      | Viktor Troicki         | 1580   | 45                  | 45             | 1580          | Tercera ronda, perdió ante David Goffin [15]          |
| 20       | 22      | Benoît Paire           | 1571   | (20)                | 45             | 1596          | Tercera ronda, perdió ante Richard Gasquet [10]       |
| 21       | 23      | Feliciano López        | 1540   | 10                  | 10             | 1540          | Segunda ronda, perdió ante Yoshihito Nishioka [Q]     |
| 22       | 24      | Jack Sock              | 1525   | 45                  | 45             | 1525          | Tercera ronda, perdió ante Milos Raonic [12]          |
| 23       | 25      | Pablo Cuevas           | 1475   | 10                  | 45             | 1510          | Tercera ronda, perdió ante Gaël Monfils [16]          |
| 24       | 26      | Nick Kyrgios           | 1405   | 0                   | 360            | 1675          | Semifinal, perdió ante Kei Nishikori [6]              |
| 25       | 27      | Martin Kližan          | 1405   | 25                  | 0              | 1380          | Se retiró del torneo                                  |
| 26       | 28      | Grigor Dimitrov        | 1385   | 45                  | 90             | 1430          | Cuarta ronda, perdió Gaël Monfils [16]                |
| 27       | 29      | Aleksandr Dolgopólov   | 1330   | 90                  | 45             | 1285          | Tercera ronda, perdió ante Kei Nishikori [6]          |
| 28       | 31      | Jérémy Chardy          | 1255   | 45                  | 10             | 1220          | Segunda ronda, perdió ante Fernando Verdasco          |
| 29       | 34      | Sam Querrey            | 1210   | 25                  | 10             | 1195          | Segunda ronda, perdió ante Adrian Mannarino           |
| 30       | 35      | Thomaz Bellucci        | 1200   | 45                  | 10             | 1165          | Segunda ronda, retiro ante Mijaíl Kukushkin [Q]       |
| 31       | 36      | Steve Johnson          | 1190   | 10                  | 45             | 1225          | Tercera ronda, perdió ante Tomáš Berdych [7]          |
| 32       | 37      | Guillermo García-López | 1150   | 45                  | 10             | 1115          | Segunda ronda, perdió ante Lucas Pouille              |
| 33       | 38      | João Sousa             | 1146   | 10                  | 45             | 1181          | Tercera ronda, perdió ante Novak Djokovic [1]         |

### Dobles masculinos
| Tenistas                                | Ranking | Preclasificado |
| Jean-Julien Rojer / Horia Tecău         | 7       | 1              |
| Ivan Dodig / Marcelo Melo               | 10      | 2              |
| Jamie Murray / Bruno Soares             | 10      | 3              |
| Bob Bryan / Mike Bryan                  | 11      | 4              |
| Pierre-Hugues Herbert / Nicolas Mahut   | 19      | 5              |
| Rohan Bopanna / Florin Mergea           | 24      | 6              |
| Édouard Roger-Vasselin / Nenad Zimonjić | 31      | 7              |
| Vasek Pospisil / Jack Sock              | 37      | 8              |

- Ranking del 21 de marzo de 2016

### Individuales femeninos
| Sembrado | Ranking | Jugador                   | Puntos | Puntos por defender | Puntos ganados | Nuevos puntos | Ronda hasta la que avanzó en el torneo                 |
| 1        | 1       | Serena Williams           | 9505   | 1000                | 120            | 8625          | Cuarta ronda, perdió ante Svetlana Kuznetsova [15]     |
| 2        | 3       | Angelique Kerber          | 5700   | 65                  | 390            | 6025          | Semifinales, perdió ante Victoria Azarenka [13]        |
| 3        | 2       | Agnieszka Radwańska       | 5775   | 120                 | 120            | 5775          | Cuarta ronda, perdió ante Timea Bacsinszky [19]        |
| 4        | 4       | Garbiñe Muguruza          | 4776   | 65                  | 120            | 4831          | Cuarta ronda, perdió ante Victoria Azarenka [3]        |
| 5        | 5       | Simona Halep              | 3960   | 390                 | 215            | 3785          | Cuartos de final, perdió ante Timea Bacsinszky [19]    |
| 6        | 6       | Carla Suárez Navarro      | 3800   | 650                 | 10             | 3160          | Segunda ronda, perdió ante Coco Vandeweghe             |
| 7        | 9       | Belinda Bencic            | 3450   | 120                 | 10             | 3340          | Segunda ronda, retiro ante Kristýna Plíšková [Q]       |
| 8        | 7       | Petra Kvitová             | 3698   | 0                   | 65             | 3763          | Tercera ronda, perdió ante Yekaterina Makárova [30]    |
| 9        | 8       | Roberta Vinci             | 3540   | 35                  | 65             | 3545          | Tercera ronda, perdió ante Madison Keys [22]           |
| 10       | 12      | Venus Williams            | 3092   | 215                 | 10             | 2887          | Segunda ronda, perdió ante Yelena Vesniná [Q]          |
| 11       | 15      | Lucie Šafářová            | 2768   | 10                  | 10             | 2768          | Segunda ronda, perdió ante Yanina Wickmayer            |
| 12       | 16      | Elina Svitolina           | 2695   | 65                  | 120            | 2750          | Cuarta ronda, perdió ante Yekaterina Makárova [30]     |
| 13       | 13      | Victoria Azarenka         | 3595   | 65                  | 1000           | 4870          | Final, venció a Svetlana Kuznetsova [15]               |
| 14       | 18      | Sara Errani               | 2530   | 120                 | 10             | 2420          | Segunda ronda, perdió ante Naomi Osaka [WC]            |
| 15       | 19      | Svetlana Kuznetsova       | 2480   | 120                 | 650            | 3010          | Final, perdió ante Victoria Azarenka [13]              |
| 16       | 17      | Ana Ivanovic              | 2531   | 65                  | 35             | 2501          | Tercera ronda, perdió ante Timea Bacsinszky [19]       |
| 17       | 14      | Karolína Plíšková         | 2795   | 215                 | 10             | 2590          | Segunda ronda, perdió ante Tímea Babos                 |
| 18       | 26      | Jelena Janković           | 1975   | 10                  | 10             | 1975          | Segunda ronda, retiro ante Magda Linette [Q]           |
| 19       | 20      | Timea Bacsinszky          | 2345   | 0                   | 390            | 2735          | Semifinales, perdió ante Svetlana Kuznetsova [15]      |
| 20       | 22      | Sloane Stephens           | 2105   | 215                 | 10             | 1900          | Segunda ronda, perdió ante Heather Watson [WC]         |
| 21       | 21      | Andrea Petkovic           | 2110   | 390                 | 10             | 1730          | Segunda ronda, perdió ante Caroline Garcia             |
| 22       | 24      | Madison Keys              | 2005   | 10                  | 215            | 2210          | Cuartos de final, perdió ante Angelique Kerber [2]     |
| 23       | 25      | Caroline Wozniacki        | 1991   | 120                 | 65             | 1936          | Tercera ronda, perdió ante Elina Svitolina [12]        |
| 24       | 23      | Johanna Konta             | 2028   | (18)                | 215            | 2225          | Cuartos de final, perdió ante Victoria Azarenka [13]   |
| 25       | 28      | Anastasiya Pavliuchenkova | 1865   | 35                  | 10             | 1840          | Segunda ronda, perdió ante Kiki Bertens [Q]            |
| 26       | 27      | Samantha Stosur           | 1900   | 65                  | 10             | 1845          | Segunda ronda, perdió ante Julia Görges                |
| 27       | 29      | Kristina Mladenovic       | 1780   | 65                  | 10             | 1725          | Segunda ronda, perdió ante Nicole Gibbs [WC]           |
| 28       | 30      | Anna Karolína Schmiedlová | 1690   | 35                  | 10             | 1665          | Segunda ronda, perdió ante Madison Brengle             |
| 29       | 37      | Sabine Lisicki            | 1302   | 215                 | 10             | 1097          | Segunda ronda, perdió ante Irina-Camelia Begu          |
| 30       | 31      | Yekaterina Makárova       | 1571   | 120                 | 215            | 1666          | Cuartos de final, perdió ante Svetlana Kuznetsova [15] |
| 31       | 34      | Daria Gavrilova           | 1379   | 120                 | 10             | 1269          | Segunda ronda, perdió ante Zarina Dias                 |
| 32       | 33      | Monica Niculescu          | 1410   | 35                  | 120            | 1495          | Cuarta ronda, perdió ante Johanna Konta [24]           |

### Dobles femeninos
| Tenistas                               | Ranking | Preclasificado |
| Martina Hingis / Sania Mirza           | 2       | 1              |
| Chan Hao-ching / Chan Yung-jan         | 11      | 2              |
| Bethanie Mattek-Sands / Lucie Šafářová | 16      | 3              |
| Tímea Babos / Yaroslava Shvedova       | 17      | 4              |
| Andrea Hlaváčková / Lucie Hradecká     | 22      | 5              |
| Caroline Garcia / Kristina Mladenovic  | 26      | 6              |
| Andreja Klepač / Katarina Srebotnik    | 46      | 7              |
| Xu Yifan / Zheng Saisai                | 47      | 8              |

- Ranking del 21 de marzo de 2016

## Campeones

### Individuales masculino
Novak Djokovic venció a  Kei Nishikori por 6-3, 6-3

### Individuales femenino
Victoria Azarenka venció a  Svetlana Kuznetsova por 6-3, 6-2

### Dobles masculino
Pierre-Hugues Herbert /  Nicolas Mahut vencieron a  Raven Klaasen /  Rajeev Ram por 5-7, 6-1, [10-7]

### Dobles femenino
Bethanie Mattek-Sands /  Lucie Šafářová vencieron a  Tímea Babos /  Yaroslava Shvédova por 6-3, 6-4